# Birkemus
Birkemusen (Sicista betulina) er en gnaver i familien springmus. Det er et af Danmarks mest sjældne pattedyr. Birkemusen går i dvale om vinteren.

## Udseende
Musens pels har en gråbrun grundfarve med en sort stribe langs kroppens rygside. Birkemusen er 50 til 72 millimeter lang. Dertil kommer halen med 140 til 150 procent af kroppens længde. Vægten ligger mellem 5 og 15 gram. Benene er forholdsvis korte. Af de fem tæer på forfoden er tommelen ganske kort med en flad negl, mens de andre tæer har skarpe kløer. Bagfoden er 15-18 mm lang med fem tæer, hvoraf ydertåen er kraftig og omtrent lige så bevægelig som tommeltåen. Dette har betydning ved klatring. Alle bagfodens tæer har skarpe kløer.
Birkemusen adskiller sig fra alle andre danske gnavere ved at mangle hareskår, det vil sige at overlæben er udelt. Desuden har den en fremstående, lodret hudfold mellem næseborene. Den har som andre gnavere fire fortænder, men i hver side af overkæben findes fire kindtænder (heraf en forkindtand) og i hver halvdel af underkæben tre kindtænder.

### Ligner brandmus
Birkemusen kan ligne brandmusen, der også har sort rygstribe, men kan kendes på stribernes udstrækning på dyrenes hoveder. Hos birkemusen når striben helt ud på næseryggen og mellem ørerne udvider den sig. Hos brandmusen når striben kun forbi ørerne og udvider sig ikke. Desuden er brandmusen rødbrun på oversiden og hvidgrå på undersiden, og halen er kortere end krop og hoved tilsammen. Yderligere har brandmusen hareskår.

## Udbredelse
Birkemusens udbredelsesområde strækker sig sammenhængende over store dele af Sibirien og mod vest til Østeuropa og Finland. Udover dette findes isolerede populationer i Norge, Sverige og Danmark. Siden midten af 1900-tallet er den også opdaget i bjergegne i Østrig og Tjekkiet. I bjergområder forekommer den op til 2000 meters højde.
I Danmark findes den i to afgrænsede områder af landet. Det ene omfatter Thy og Limfjordsområdet omkring Lemvig og Struer. Det andet strækker sig i et bælte tværs over Jylland fra Vejle, Horsens og Kolding til Esbjerg og Ribe.

## Levevis
Birkemusen foretrækker våde områder med tæt vegetation. Den lever i sumpe, på våde enge og i skove. Dyret er aktivt fra maj til oktober og går siden otte måneder i dvale. Parringen sker i maj eller juni. Efter drægtighedsperioden som tager cirka 25 dage fødes op til seks blinde unger. Disse udvikler sig til forskel fra andre musearter relativt langsomt. Moderen giver dem die i omkring 5 uger. Livslængden er ofte 3 eller 4 år.

### Føde
Birkemusen æder frø af græs, bær og frugter. Den tager også insekter og deres larver samt spindlere og regnorme.

### Trykte kilder
- B. Jensen (2004) Nordens däggdjur, andet oplag, Prisma förlag, ISBN 91-518-4432-X